# Burnevillers
Burnevillers ist eine französische Gemeinde mit 48 Einwohnern (Stand: 1. Januar 2022) im Département Doubs in der Region Bourgogne-Franche-Comté.

## Geographie
Burnevillers liegt auf 784 m, 18 Kilometer nordöstlich von Maîche und etwa 26 Kilometer südöstlich der Stadt Montbéliard (Luftlinie). Das Dorf erstreckt sich im Jura, an einem nach Norden geneigten Hang auf dem Höhenzug, welcher die französische Fortsetzung des Clos du Doubs bildet und vom Doubs umflossen wird, nahe der Grenze zur Schweiz. Das Gemeindegebiet gehört zum Regionalen Naturpark Doubs-Horloger.
Die Fläche des 6,74 km² großen Gemeindegebiets umfasst einen Abschnitt des französischen Juras. Die südliche Grenze verläuft auf dem breiten Kamm des Höhenrückens von Burnevillers, der geographisch zum Clos du Doubs gehört. Auf diesem überwiegend mit Wies- und Weideland bestandenen Kamm wird mit 896 m die höchste Erhebung von Burnevillers erreicht. Nach Norden reicht der Gemeindeboden den Hang hinunter, der durch verschiedene Vorhöhen (Côte du Droit, Richebourg) untergliedert ist. Die nördliche Grenze folgt parallel zum Hang oberhalb des Steilabfalls zum tief eingeschnittenen Doubstal.
Zu Burnevillers gehören der Weiler Richebourg (781 m) auf einer Geländeterrasse über dem Doubstal sowie das Gehöft Le Bail (848 m). Nachbargemeinden von Burnevillers sind Indevillers im Südwesten, Glère und Montancy im Norden sowie die schweizerischen Gemeinden Clos du Doubs im Osten und Soubey im Süden.

## Bevölkerung
| Jahr                       | 1962 | 1968 | 1975 | 1982 | 1990 | 1999 | 2005 | 2016 |
| Einwohner                  | 63   | 42   | 39   | 37   | 51   | 42   | 45   | 46   |
| Quellen: Cassini und INSEE |      |      |      |      |      |      |      |      |

Mit 48 Einwohnern (Stand 1. Januar 2022) gehört Burnevillers zu den kleinsten Gemeinden des Départements Doubs. Nachdem die Einwohnerzahl in der ersten Hälfte des 20. Jahrhunderts markant abgenommen hatte (1886 wurden noch 134 Personen gezählt), wurden seit Beginn der 1970er Jahre nur noch geringe Schwankungen verzeichnet.

## Wirtschaft und Infrastruktur
Burnevillers war bis weit ins 20. Jahrhundert hinein ein vorwiegend durch die Landwirtschaft (Viehzucht und Milchwirtschaft) geprägtes Dorf. Noch heute leben die Bewohner zur Hauptsache von der Tätigkeit im ersten Sektor. Außerhalb des primären Sektors gibt es keine Arbeitsplätze im Dorf. Einige Erwerbstätige sind auch Wegpendler, die in den umliegenden größeren Ortschaften ihrer Arbeit nachgehen.
Die Ortschaft liegt weit abseits der größeren Durchgangsstraßen. Die Zufahrt erfolgt entweder von Glère oder von Indevillers. Eine weitere Straßenverbindung besteht mit der schweizerischen Gemeinde Soubey.